# Callergates gaillardoti
Callergates gaillardoti är en skalbaggsart som först beskrevs av Louis Alexandre Auguste Chevrolat 1854.  Callergates gaillardoti ingår i släktet Callergates och familjen långhorningar. Inga underarter finns listade.